# Mamunul Haque
Allama Mamunul Haque (en bengalí: মামুনুল হক) (nacido en noviembre de 1973) es un Bangladés Deobandi. Becario islámico, profesor, político, economista, académico, escritor, editor, hablante islámico-internacional y reformista social. Es el secretario de la Junta de Hefazat-e-Islam Bangladesh, secretario general de Bangladés Khelafat Majlish, Shaikhul Hadith de Jamia Rahmania Arabia Dhaka, fundador de Babri Mezquita Bangladesh, editor de Mensual Rahmani Paigam, presidente de Bangladesh Khelafat Juventud Majlish y Khatib en Baitul Mamur Jame Mezquita. Actualmente es un profesor de economía en Universidad asiática de Bangladés. Es también una figura principal en varias organizaciones, incluyendo Rabetatul Waizin Bangladesh, una organización de hablantes islámicos en Bangladés. Tiene habilidades en tres lenguas que incluyen Bengali, inglés y árabe. Está sabido por todas partes del país como un dirigente islámico. Sea particularmente popular contra ateos, secularists, anti-islamist y estuvo arrestado para principal el movimiento a este particular. 65 organizaciones que incluyen Bangladesh Awami Liga, Chhatra Liga, Jubo Liga. Ha empezado un movimiento masivo a través del país que reclama prohibiendo, arresto y castigo ejemplar de él para promover el fundamentalismo islámico.